# (7067) Kiyose
(7067) Kiyose est un astéroïde de la ceinture principale.

## Description
(7067) Kiyose est un astéroïde de la ceinture principale. Il fut découvert le 4 décembre 1993 à Nyukasa par Masanori Hirasawa et Shohei Suzuki. Il présente une orbite caractérisée par un demi-grand axe de 3,00 UA, une excentricité de 0,10 et une inclinaison de 11,6° par rapport à l'écliptique.

## Compléments